# Juan de Castilla y Aguayo
Juan de Castilla y Aguayo (1540 -1596) fue un noble, regidor y escritor español. 
Nació en Córdoba y provenía de una familia noble. Fue hijo único de don Juan de Castilla y de doña Ana de Aguayo y Ponce de León. Su padre, hijo bastardo del Rey don Pedro I de Castilla, fue legitimado en 1540 por el Rey Juan II. Por eso, don Juan de Castilla y Aguayo solía firmar documentos omitiendo el apellido de Castilla y evitando la conexión con ese escandaloso hecho familiar. En 1579 se casó con doña Ana de Valdelomar y de la Reguera, prima segunda suya. En 1575 empezó a ocupar el cargo  "Caballero veinticuatro" de Córdoba, cargo equivalente a regidor en algunas ciudades de Andalucía según el antiguo régimen municipal, hasta el día de su muerte. Heredó el sustancioso mayorazgo de la Casa de los Aguayo. 

## Obra literaria
El perfecto regidor es un tratado político que examina las virtudes y pautas de comportamiento de los gobernantes. Se publicó en Salamanca en 1586. Abre con la autorización firmada por Antonio de Eraso, secretario del Rey Felipe II. Después, viene una dedicatoria al almirante Francisco López Mendoza y Mendoza. Le sigue un epigrama escrito en latín, un escueto prólogo dirigido a los lectores, y finalmente unos poemas laudatorios escritos por don Diego de Cárdenas y de Guzmán, Luis de Góngora, Gonzalo de Cervantes Saavedra, Licenciado Luis Gómez de Ribera, Doctor Calderón, y otra vez del Licenciado Luis Gómez de Ribera. El contenido del volumen se divide en tres libros. El libro trata de cómo deben comportarse los regidores, según María Isabel García Cano, el conjunto del libro “es un canto a la educación, al estudio y al comportamiento ético en todos los ámbitos” (7).
Don Juan frecuentaba los círculos intelectuales del siglo XVI en donde se encontraban intelectuales tales como: Luis de Góngora, Gonzalo de Cervantes Saavedra, el padre Martín de Roa y Miguel de Cervantes. 
Mucho es conocido sobre la relación de Juan de Castilla y Aguayo con Miguel Cervantes. Cervantes le mencionó a Castilla y Aguayo en el “Canto de Calíope” en el libro VI de La Galatea. Además, según Eisenberg, es conocido que Cervantes conocía la obra de Castilla y Aguayo y que tenían una relación personal. Según el artículo de “El perfecto regidor de Juan de Castilla y Aguayo (1586): Fuente ético-política de Cervantes” de María Isabel García Cano, “La cercanía de este autor y la claridad y sencillez de su obra debieron cautivar a Cervantes.” Además, dice García Cano, y concuerda con esa opinión Howard Mancing en The Cervantes Encyclopedia (2004), que una escena con Sancho en Don Quijote de la Mancha fue influida por El perfecto regidor.

La estrofa que dedica Cervantes a don Juan de Castilla y Aguayo en el “Canto de Calíope" es la siguiente, 
Cual suele estar de varïadas flores 
adorno y rico el más florido mayo,
tal de mil varias ciencias y primores
está el ingenio de don JUAN AGUAYO.
Y, aunque más me detenga en sus loores,
sólo sabré deciros que me ensayo
ahora, y que otra vez os diré cosas

tales que las tengáis por milagros. (380)
En esta descripción Cervantes elogió a don Juan de Castilla y Aguayo con un lenguaje florido que no nos dice mucho más que le tenía en alta estima.